# Casba de Telouet
La Casba de Telouet (en bereber : ⵉⵖⵔⵎ ⵏ ⵜⵍⵡⴰⵜ; en árabe: قصبة تلوات) es una casba situada en la antigua ruta de las caravanas que iba desde el Sáhara hasta Marrakech a través de las montañas del Atlas. La casba era la sede del poder de la familia El Glaoui, por lo que a veces también se la llamaba Palacio de Glaoui. Su construcción se inició en 1860 y fue ampliada en años posteriores. El palacio aún se puede visitar, pero cada vez está más dañado y se está derrumbando poco a poco. En 2010 se iniciaron trabajos de restauración del inmueble.

## Historia

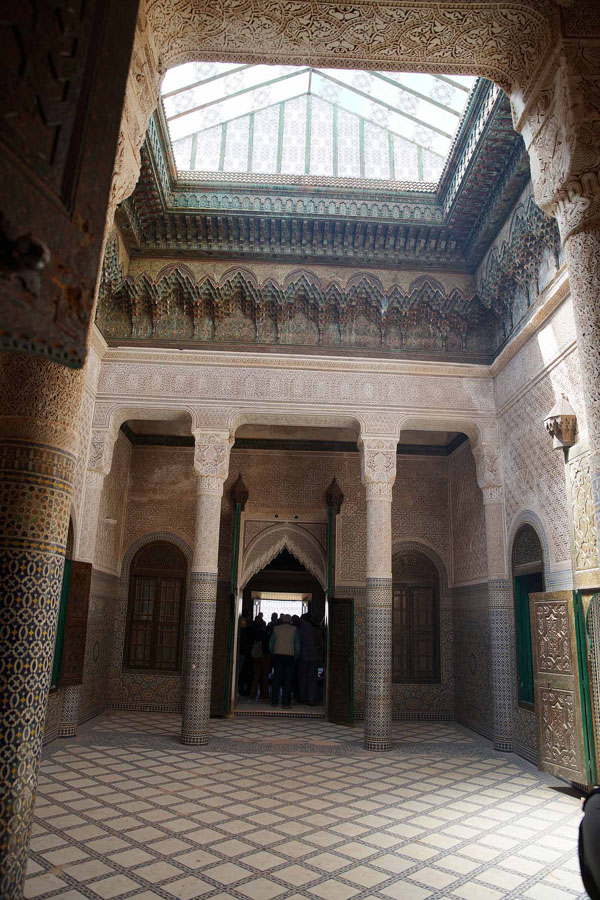
Sala de recepción del piso superior, en la sección restaurada de la casba, en 2014.

El paso de las caravanas de mercaderes, que comunicaban el desierto con las grandes ciudades situadas al otro lado del Atlas, y la proximidad de las minas de sal, hicieron rica a la población de los pachás que habitaban Telouet. La casba actual fue construida a partir de 1860 por Mohammed Ibiyet, jefe del clan Glaoui en el Alto Atlas. La construcción duró cinco años y se dice que en ella participaron unos 300 artesanos traídos de muchas partes de Marruecos, incluida Fez. En años posteriores, la casba continuó ampliándose a medida que la familia crecía en poder y riqueza. Los artesanos decoraron las paredes con zellige y estuco tallado y pintaron los techos de madera de cedro con motivos coloridos, añadiendo elementos distintivos del estilo clásico andalusí-marroquí a los estilos locales amazigh (bereberes).: 25–28 
Durante el protectorado francés, después de 1912, la familia Glaoui se alió con el régimen francés. Thami El Glaoui, cabeza de familia tras la muerte de Madani El Glaoui en 1918, fue reconocido como "pasha" de Marrakech. En el apogeo de su poder, había amasado una riqueza considerable que lo convirtió en una de las figuras más importantes del país. Su afiliación política con los franceses y su papel al empujar a Mohamed V al exilio finalmente provocaron la caída de su familia a medida que el movimiento independentista de Marruecos ganaba fuerza. Thami murió de cáncer en Marrakech en 1956, justo cuando Mohamed V regresó triunfante a Marruecos. Su palacio en Telouet todavía estaba siendo ampliado y decorado cuando su muerte y caída en desgracia pusieron fin a las obras en curso.  En 1957, después de que Marruecos obtuviera formalmente su independencia de Francia, la riqueza de la familia Glaoui y sus palacios en todo el país fueron confiscados, junto con los de otras figuras que habían colaborado con la administración francesa.
Desde entonces, el palacio Glaoui en Telouet ha sido abandonado y ahora es propiedad del consejo del pueblo. La mayor parte del palacio permanece en ruinas, pero una sección de salas de recepción ornamentadas en uno de los pisos superiores ha sido completamente restaurada y se ha hecho accesible a los turistas. El palacio, incluida su parte restaurada, sufrió daños durante el terremoto de Marrakech-Safi de 2023.